# South African Post Office
South African Post Office (SAPO), est l’opérateur public responsable du service postal en Afrique du Sud.

## Réglementation
Le système postal est réglementé par le Postal Services Act, no 124 de 1998.

## Activités

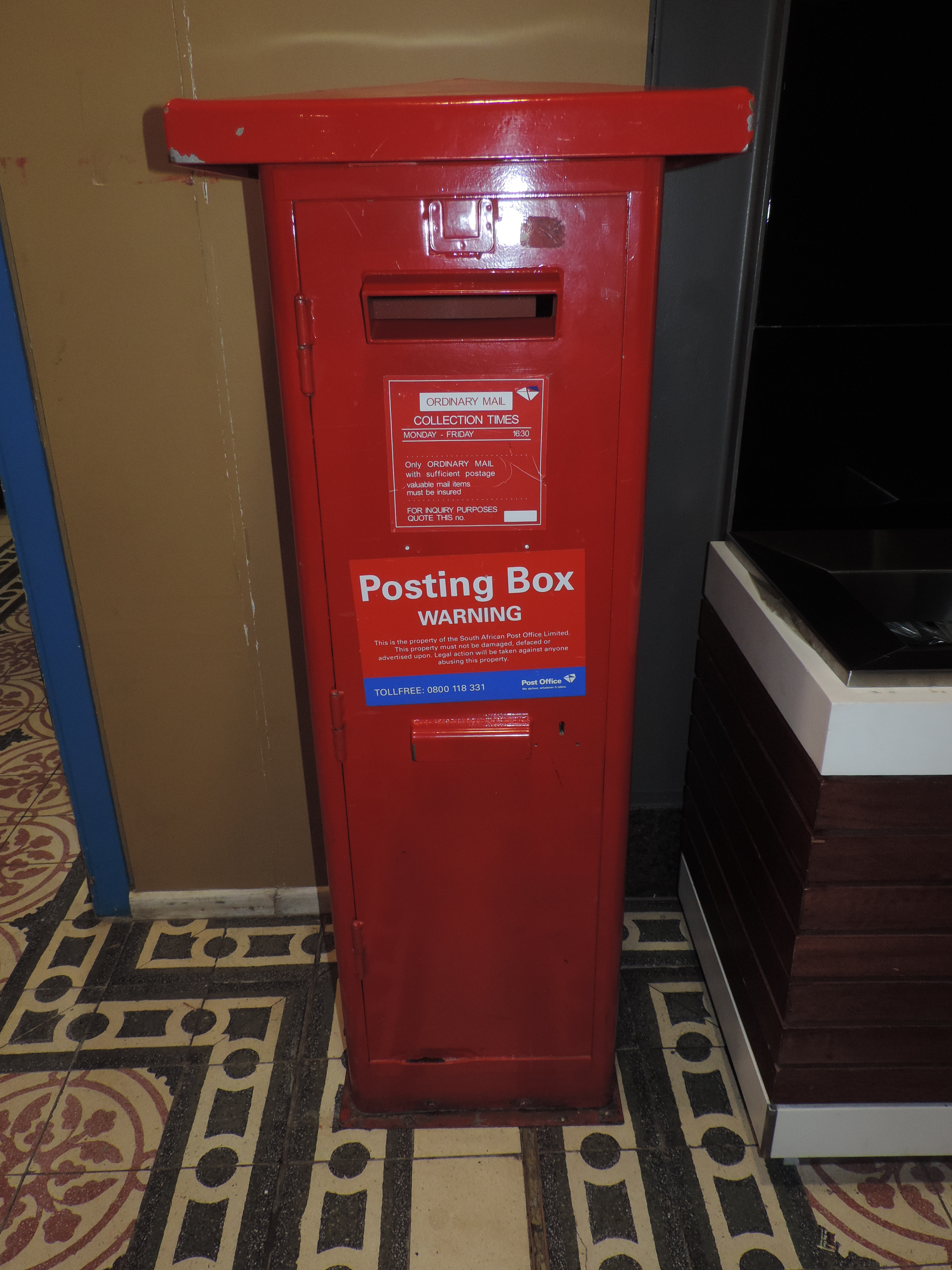
Boîte aux lettres, Le Cap.

Le South African Post Office Group se est constitué de plusieurs divisions et filiales opérant dans les domaines du courrier, des services financiers, de la logistique, de la propriété, du commerce électronique et des services de détail, la collecte, le tri et la livraison traditionnelles de lettres et de colis.
Le groupe offre des services financiers sous le nom de Postbank, fondée en 1910 et plus grande banque d'épargne du pays.